# Peniel Mlapa
Peniel Kokou Mlapa (ur. 20 lutego 1991 w Lomé) – togijski piłkarz grający na pozycji napastnika. Od 2024 jest zawodnikiem Daejeon Hana Citizen.

## Kariera klubowa
Mlapa urodził się w Togo, jednak w młodym wieku wyemigrował z rodzicami do Niemiec. Tam rozpoczął karierę piłkarską w amatorskim klubie FC Unterföhring. Następnie w 1999 roku rozpoczął treningi w juniorach TSV 1860 Monachium. W 2009 roku awansował do dorosłej drużyny TSV 1860. 17 maja 2009 zadebiutował w pierwszym zespole TSV, w meczu 2. Bundesligi, zremisowanym 1:1 z Alemannią Akwizgran. W debiutanckim sezonie rozegrał 2 mecze w pierwszym zespole TSV i 3 mecze w rezerwach. Z kolei w sezonie 2009/2010 wystąpił 21 razy w lidze i strzelił dla niego 6 goli.
Latem 2010 roku Mlapa przeszedł za 1,3 miliona euro do pierwszoligowego TSG 1899 Hoffenheim. W zespole Hoffenheim zadebiutował 21 sierpnia 2010 w zwycięskim 4:1 domowym meczu z Werderem Brema. W debiucie zdobył gola. W lipcu 2012 roku został piłkarzem Borussii Mönchengladbach.
W 2014 roku przeszedł do 1. FC Nürnberg. Następnie grał w VfL Bochum, Dynamie Drezno, VVV Venlo oraz Al-Ittihad Kalba SC.
| Sezon   | Klub                     | Kraj                         | Rozgrywki               | Mecze | Bramki |
| ------- | ------------------------ | ---------------------------- | ----------------------- | ----- | ------ |
| 2008/09 | TSV 1860 Monachium II    | Niemcy                       | Regionalliga            | 3     | 0      |
| 2008/09 | TSV 1860 Monachium       | Niemcy                       | 2. Bundesliga           | 3     | 0      |
| 2009/10 | TSV 1860 Monachium       | Niemcy                       | 2. Bundesliga           | 21    | 6      |
| 2009/10 | TSV 1860 Monachium II    | Niemcy                       | Regionalliga            | 10    | 5      |
| 2010/11 | TSG 1899 Hoffenheim      | Niemcy                       | Bundesliga              | 30    | 4      |
| 2011/12 | TSG 1899 Hoffenheim      | Niemcy                       | Bundesliga              | 24    | 1      |
| 2012/13 | Borussia Mönchengladbach | Niemcy                       | Bundesliga              | 20    | 2      |
| 2013/14 | Borussia Mönchengladbach | Niemcy                       | Bundesliga              | 5     | 1      |
| 2014/15 | 1. FC Nürnberg           | Niemcy                       | 2. Bundesliga           | 24    | 3      |
| 2015/16 | VfL Bochum               | Niemcy                       | 2. Bundesliga           | 28    | 5      |
| 2016/17 | VfL Bochum               | Niemcy                       | 2. Bundesliga           | 32    | 8      |
| 2017/18 | VfL Bochum               | Niemcy                       | 2. Bundesliga           | 2     | 0      |
| 2017/18 | Dynamo Drezno            | Niemcy                       | 2. Bundesliga           | 21    | 4      |
| 2018/19 | VVV Venlo                | Holandia                     | Eredivisie              | 30    | 15     |
| 2019/20 | Al-Ittihad Kalba SC      | Zjednoczone Emiraty Arabskie | UAE Arabian Gulf League |       |        |

## Kariera reprezentacyjna
W 2009 roku Mlapa zadebiutował w reprezentacji Niemiec U-19. Z kolei w 2010 roku zanotował swój debiut w kadrze U-21.
4 czerwca 2017 zadebiutował w reprezentacji Togo, w wygranym 2:0 towarzyskim meczu z Komorami.